# Orthostixis cribraria
Orthostixis cribraria là một loài bướm đêm trong họ Geometridae.